# Leónidas de Rodas
Leónidas de Rodas (griego antiguo: Λεωνίδας; nacido en 188 a. C.) fue uno de los atletas más famosos de los Juegos Olímpicos en la Antigüedad.
Compitiendo en los Juegos Olímpicos de 164 a. C., se coronó en tres carreras a pie; el stadion, el diaulos, y el hoplitodromos. Repitió esta hazaña en los tres siguientes juegos Olímpicos, en 160 a. C., en 156 a. C., y finalmente en 152 a. C., a la edad de 36 años. El registro de las doce coronas olímpicas de Leónidas no fue igualado en el mundo antiguo. Michael Phelps superó el récord de más títulos olímpicos individuales con su victoria en los Juegos Olímpicos de Río de Janeiro 2016, 2168 años después.
Leónidas no solo fue reconocido por su sin igual número de victorias, sino también por su versatilidad como corredor. Su carreras favoritas requerían de velocidad y resistencia en diferentes grados; el stadion y el diaulos, carreras de 192,27 y 384,54 m respectivamente, eran las más adecuadas para los velocistas, mientras que el hoplitodromos —un diaulos realizado con armadura y escudo de bronce— requería más fuerza muscular y resistencia. Filóstrato de Atenas escribió en su Gimnástico que la versatilidad de Leónidas hizo que todas las teorías anteriores de formación de los corredores y tipos de cuerpos quedaran obsoletas.